# For the Girl Who Has Everything
For the Girl Who Has Everything è un singolo della boy band statunitense NSYNC, pubblicato il 18 agosto 1997 come quarto estratto dal loro primo album in studio *NSYNC.

## Tracce
CD Maxi
1. For The Girl Who Has Everything (Radio Mix) – 3:56
2. For The Girl Who Has Everything (Album Version) – 3:51
3. For The Girl Who Has Everything (Unplugged Version) – 4:17
4. The Lion Sleeps Tonight – 3:11

## Classifiche
| Classifica (1997) | Posizione massima |
| ----------------- | ----------------- |
| Austria           | 32                |
| Germania          | 32                |
| Svizzera          | 22                |